# 9e régiment de commandement et de soutien
Ne doit pas être confondu avec 9e régiment de soutien aéromobile.
Le 9e régiment de commandement et de soutien (9e RCS) est une unité de commandement française, qui dépendait de la 9e division d'infanterie de marine. Il s'assurait l'aide au commandement, l'aide à la mobilité et le soutien logistique au niveau brigade/division.

## Création et différentes dénominations
Le régiment est créé le 1er août 1977, à partir du 409e bataillon de commandement et de soutien de Dinan, dont il reprendra aussi l'insigne régimentaire et sa devise « Je parviendrai ».
Courant 1985, un décret ministériel décide de déplacer l'état-major de la division de Saint-Malo à Nantes. Le régiment, lui, rejoindra la métropole nantaise courant 1986, en même temps que le bataillon du matériel de la 9e division d'infanterie de marine. Il reprend le Quartier Mellinet à Nantes.
Le régiment est dissous le 30 juin 1999. Le 22e bataillon d'infanterie de marine lui succède.

## Les chefs du9eRCS
Colonel Rall (1983)

## Drapeau
Nom des batailles inscrites sur les plis de son drapeau:
- Russie 1812
- Tonkin 1885-1889
- Gheluvelt 1914
- Toulon 1944

## Insigne

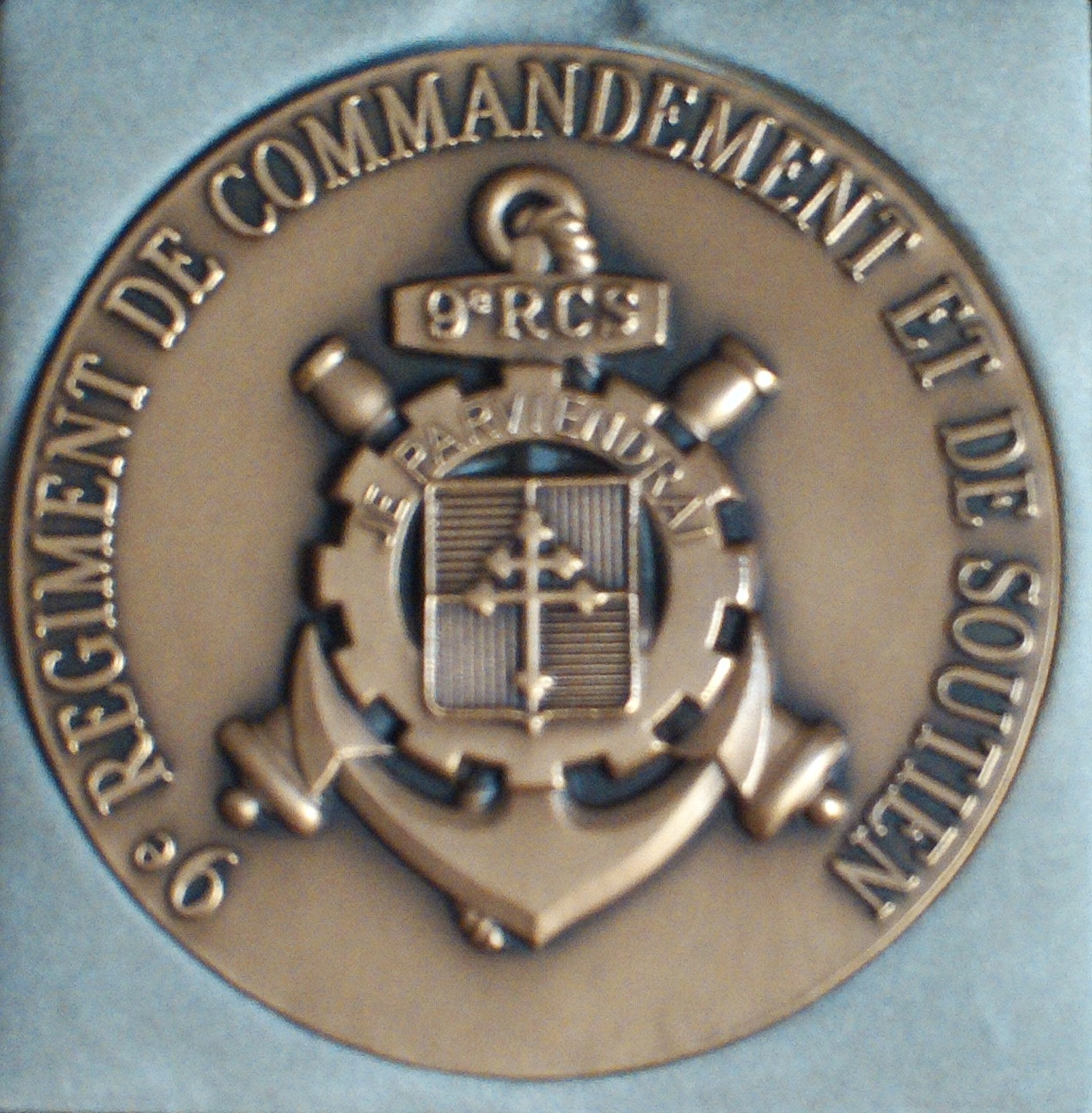
Insigne de table du 9e RCS

## Historique
Le régiment reprend les traditions des unités suivantes :
- 9e bataillon impérial du train des équipages militaires (1807-1814) ;
- 9e escadron du train des équipages militaires (1875-1928) ;
- L'unité de soutien de la 9e division d'infanterie coloniale ;
- 409e bataillon de commandement et des services (1963-1972) ;
- 409e bataillon de commandement et de soutien (1972-1977).

Dissous en 1999, il donne naissance au 22e bataillon d'infanterie de marine, corps de soutien de l'état-major de force no 2.

## Missions
Le régiment participa à de nombreuses opérations dont certaines où sa division pris part durant son existence :
- Opération Daguet en 1990-1991
- Opération Oryx, Somalie 1993
- Opération Turquoise, Somalie 1994
- Opération MISAB, sous égide de l'ONU, République de Centrafrique, 1997
- Opération Épervier, Tchad
- Plusieurs mandats en ex-Yougoslavie
- En outre de nombreux personnels ont été détachés en soutien lors d'opérations ; Tacaud au Tchad (1978-1980) jusqu'à la dissolution de l'opération ; Barracuda en République centrafricaine (1980).